# كاراسوما رينيا
كاراسوما رينيا (باليابانية: 烏丸 蓮耶 ، بالروماجي: Karasuma Renya ) هو إحدى شخصيات سلسلة مانغا وأنمي المحقق كونان المهمة ، ذُكر اسمه لأول مرة في حلقة «اجتماع المحققين العظام» على أنه رجل ثري قد وافته المنية قبل نصف قرن ، ثمَّ تبين أنه الرأس الغامض وراء المنظمة السوداء  ، ومؤسسها في ظهور اسمه الثاني الذي تم فيه الكشف عن علاقته بقضية مقتل هانيدا كوجي في الفصل رقم 1008 من المانغا ، والحلقة 942 من الأنمي. قبل ذلك، لم يعرف عنه سوى مينامي تاكاياما (مؤدية صوت كونان)، والمخرج والمنتج لموظفي أنمي في فيلم الكابوس الأشد سواداً.
لم يتواجد أي تصريح في السلسلة بأن «كاراسوما رينيا» هو الزعيم الأول ، والوحيد في المنظمة ، لذلك وجد فريقٌ من المتابعين لم يقتنعوا تماماً بفكرة أن «كاراسوما رينيا» هو زعيم المنظمة السوداء الحالي ؛ لأن كشف هوية الزعيم الحقيقية  أمر مريب في أثناء مرحلة ما قبل الكشف عن هوية «رام» الحقيقية - اليد اليمنى للزعيم - هكذا دون مناسبة . فذهبوا أنه رئيس سابق ، ومؤسس وليس الحالي بقرائن متعددة. وقد صرّح جوشو أوياما بأن الزعيم قد ظهر اسمه تصريحاً في السلسلة لذا يبقى كونه نفسه الزعيم، أو شخصاً غيره قائماً حتى تاريخ كتابة هذه المقالة.

## الخلفية
ولد  كاراسوما رينيا  في نهاية عصر الإيدو ،  وصفه كودو يوساكو أنه أقوى رجلٍ في اليابان ، أي أنه الأقوى من ناحية المال فقد كان مليونيراً ثرياً ، وأكثر ثراءً من عائلة سوزوكي في طوكيو ، وعائلة أوكا في كيوتو، والأقوى تفيد أنه كذلك من حيث السلطة ، والنفوذ.  أشيع أنه وقد وافته المنية على عمر يناهز 99 عاماً خلال فترة شوا، في ظل ظروف غامضة ، ودون معرفة إرثه خلال حياته ،  إلا أن كشف محاولته لقتل المتحرين في منزله قبل 40 عاماً ، وتورطه في  قضية مقتل هانيدا كوجي قبل 17 عاماً دل أنه زيّف موته. جمع أكثر من ثلاثمائة قطعة من الفن الذي لا يقدر بثمن ، عندما توفيت والدته، ورث عن «مانور سانسيت» منزلاً  ضخماً على الطراز الغربي ، وبمرور الوقت ملأ منزل إجازته بالكامون الخاص بعائلة كاراسوما وهو نقش لغراب منحني . كان صاحب مجموعة كاراسوما المشبوهة ، وسيئة السمعة ، ومؤسسها التي انتسب إليها أتسوشي ميانو ، وإيلينا ميانو آخراً بعد سلسلة طلبات قوبلت بالرفض لأسباب غير معروفة.

## الشخصية
على الرغم من أننا لا نعرف الكثير عن شخصيته، إلا أن كاراسوما وصفته المحققة الشهيرة فورويو سينما-  التي لم تقابله ابدا - أنه كان رجلاً جشعًا ، وفاسدًا ، وقاسًيا ، ونفاذ الصبر ، وكان معروفا بجنونه.

## حادثة المزاد
«هذه الرواية من اختلاق سينما والمحقق الطباخ» 
في قصر كاراسوما حيث جاء رجلان للقصر وحاولا الدخول للقصر ولكن كان هناك حارس، اعطوا الحارس ماريجوانا وهو نوع من الحشيش والحشيش من المواد المهلوسة، قام الماريجوانا بتعديل مزاج الحارس وبسبب ذلك سمح لهما بالدخول، لم يمضي الكثير من الوقت حتى تسبب الماريجوانا بقتل كل من في قاعة المزاد بإستثناء هذان الرجلان.
والقصة الحقيقية أن كاراسوما جمع مجموعة من المحققين والمثقفين في قصره وقام بحبسهم في القصر وبدأ بقتلهم واحداً تلو الآخر كتحذير للبقية وحتى لو وجدوا الكنز سيتم قتلهم، أما قصة الرجلين فهي تلفيق من القاتلة ومجرد كذبة.